# Oxyodes ochracea
Oxyodes ochracea là một loài bướm đêm trong họ Noctuidae.